# The Game Awards 2016
The Game Awards 2016 foi a 3ª cerimônia de premiação anual do The Game Awards na qual homenageou os melhores jogos eletrônicos de 2016. Foi produzido e apresentado por Geoff Keighley no Microsoft Theater em Los Angeles no dia 1º de dezembro de 2016 e transmitido ao vivo em várias plataformas. No evento, Overwatch venceu o prêmio de Jogo do Ano, a Blizzard Entertainment ganhou o prêmio de Melhor Estúdio, e o game designer Hideo Kojima foi homenageado com o Prêmio de Ícone da Indústria.

## Transmissão e audiência
A transmissão do The Game Awards 2016 ocorreu em 1 de dezembro de 2016 em vários sites de compartilhamento de vídeo, incluindo o YouTube e a Twitch.tv, bem como nos serviços de jogos Xbox Live, PlayStation Network e Steam. Pela primeira vez, o stream do YouTube incluiu opções de realidade virtual e resolução 4K. Geoff Keighley e outros organizadores do evento trabalharam com a Tencent QQ para que o programa fosse transmitido ao vivo e traduzido para os telespectadores chineses usando os clientes QQ e WeChat da Tencent, e para participar do Fans Choice Awards; os dois serviços combinados tinham potencial para mais de 1,5 bilhão de espectadores adicionais. Keighley identificou que com a proibição da China em videogames ter sido levantada em 2015, tornou-se um dos mercados que mais crescem no setor de jogos eletrônicos, e o acordo com a Tencent foi "realmente um experimento" para ver quão bem a apresentação dos prêmios seria levada lá.
Keighley serviu como anfitrião do evento ao vivo no Microsoft Theater em Los Angeles. O evento contou com performances ao vivo de Run The Jewels, a trilha sonora de Doom por Mick Gordon, e Rae Sremmurd.
O evento incluiu novos vídeos de gameplay para vários jogos futuros. Antes do evento, Keighley afirmou que o show teria menos dependência de trailers gerados por computador (CGI) e mais gravações dentro do jogo, que foi devido ao efeito do marketing enganoso do No Man's Sky no início do ano. Entre os jogos mostrados durante a transmissão incluiu Mass Effect: Andromeda, The Walking Dead: A New Frontier, Prey, The Legend of Zelda: Breath of the Wild,  Shovel Knight: Specter of Torment, Halo Wars 2, Death Stranding, Dauntless da Phoenix Labs, uma remasterização de Bulletstorm, Guardians of the Galaxy da Telltale, LawBreakers, Warframe, Assassin's Creed: The VR Experience, e clipes do filme Assassin's Creed de 2016. Breath of the Wild também foi destaque no pré-show.
Com a adição de streaming para o público asiático, a transmissão teve uma audiência total de cerca de 3,8 milhões, um aumento de 65% em relação ao show de 2015.
O show também é lembrado por sua ligação de marketing com lâminas de barbear Schick. O Hydrobot, um robô humanoide com uma cabeça de lâmina de barbear, apareceu durante todo o show e posou com o desenvolvedor de jogos Hideo Kojima para o desgosto dos telespectadores. O golpe representou o grau em que a premiação se tornou comercializada.

## Prêmios e indicações
Os indicados para o The Game Awards 2016 foram anunciados em 16 de novembro de 2016. Os jogos dos candidatos deveriam ter uma data de lançamento comercial até 24 de novembro de 2016, a fim de serem elegíveis. Em 21 de novembro, o The Game Awards retirou os fangames AM2R e Pokémon Uranium de sua lista de candidatos à "Melhor Criação de Fã". Durante um fluxo antes do evento, Keighley elaborou mais sobre a situação e explicou que os fangames não foram legalmente liberados pela Nintendo, que detém os direitos sobre a propriedade intelectual de ambos os jogos, para serem incluídos na categoria.
A maioria dos vencedores foram anunciados durante a cerimônia de premiação em 1º de dezembro de 2016, com exceção da categoria "Melhor Criação de Fã".

### Categorias (escolha do júri)
Títulos em negrito venceram nas respectivas categorias:
| Jogo do Ano | Melhor Direção de Jogo |
| --- | --- |
| - Overwatch – desenvolvido pela Blizzard Entertainment - Doom – desenvolvido pela id Software - Inside – desenvolvido pela Playdead - Titanfall 2 – desenvolvido pela Respawn Entertainment - Uncharted 4: A Thief's End – desenvolvido pela Naughty Dog                                                                         | - Blizzard Entertainment – por Overwatch - DICE – por Battlefield 1 - id Software – por Doom - Naughty Dog – por Uncharted 4: A Thief's End - Respawn Entertainment – por Titanfall 2 |
| Melhor Narrativa | Melhor Direção de Arte |
| - Uncharted 4: A Thief's End – escrito por Neil Druckmann e Josh Scherr - Firewatch – escrito por Olly Moss, Chris Remo, Jake Rodkin e Sean Vanaman - Inside – escrito por Laurids Binderup - Mafia III – escrito por Bill Harms - Oxenfree – escrito por Adam Hines                                                             | - Inside – desenvolvido pela Playdead - Abzû – desenvolvido pela Giant Squid - Firewatch – desenvolvido pela Campo Santo - Overwatch – desenvolvido pela Blizzard Entertainment - Uncharted 4: A Thief's End – desenvolvido pela Naughty Dog                                                                                       |
| Melhor Trilha Sonora | Melhor Performance |
| - Doom – música por Mick Gordon - Battlefield 1 – música por Patrik Andrén e Johan Söderqvist - Inside – música por Martin Stig Andersen and Søs Gunver Ryberg - Rez Infinite – desenvolvido pela United Game Artists - Thumper – desenvolvido pela Drool                                                                        | - Nolan North como Nathan Drake – em Uncharted 4: A Thief's End - Alex Hernandez como Lincoln Clay – em Mafia III - Cissy Jones como Delilah – em Firewatch - Emily Rose como Elena – em Uncharted 4: A Thief's End - Rich Sommer como Henry – em Firewatch - Troy Baker como Sam Drake – em Uncharted 4: A Thief's End            |
| Jogo Mais Impactante | Melhor Jogo Independente |
| - That Dragon, Cancer – desenvolvido pela Numinous Games - Block’hood – desenvolvido pela Plethora Project - Orwell – desenvolvido pela Osmotic - Sea Hero Quest – desenvolvido pela Glitchers - 1979 Revolution: Black Friday – desenvolvido pela iNK Stories                                                                   | - Inside – desenvolvido pela Playdead - Firewatch – desenvolvido pela Campo Santo - Hyper Light Drifter – desenvolvido pela Heart Machine - Stardew Valley – desenvolvido pela ConcernedApe - The Witness – desenvolvido pela Thekla, Inc.                                                                                         |
| Melhor Jogo Mobile/Portátil | Melhor Jogo de VR |
| - Pokémon GO – desenvolvido pela Niantic - Clash Royale – desenvolvido pela Supercell - Fire Emblem Fates – desenvolvido pela Intelligent Systems - Monster Hunter Generations – desenvolvido pela Capcom - Severed – desenvolvido pela DrinkBox Studios                                                                         | - Rez Infinite – desenvolvido pela United Game Artists - Batman: Arkham VR – desenvolvido pela Rocksteady Studios - Eve: Valkyrie – desenvolvido pela CCP Games - Job Simulator – desenvolvido pela Owlchemy Labs - Thumper – desenvolvido pela Drool                                                                              |
| Melhor Jogo de Ação | Melhor Jogo de Ação-aventura |
| - Doom – desenvolvido pela id Software - Battlefield 1 – desenvolvido pela DICE - Gears of War 4 – desenvolvido pela The Coalition - Overwatch – desenvolvido pela Blizzard Entertainment - Titanfall 2 – desenvolvido pela Respawn Entertainment                                                                                | - Dishonored 2 – desenvolvido pela Arkane Studios - Hitman – desenvolvido pela IO Interactive - Hyper Light Drifter – desenvolvido pela Heart Machine - Ratchet & Clank – desenvolvido pela Insomniac Games - Uncharted 4: A Thief's End – desenvolvido pela Naughty Dog                                                           |
| Melhor Jogo de RPG | Melhor Jogo de Luta |
| - The Witcher 3: Wild Hunt – Blood and Wine – desenvolvido pela CD Projekt Red - Dark Souls III – desenvolvido pela FromSoftware - Deus Ex: Mankind Divided – desenvolvido pela Eidos Montréal - World of Warcraft: Legion – desenvolvido pela Blizzard Entertainment - Xenoblade Chronicles X – desenvolvido pela Monolith Soft | - Street Fighter V – desenvolvido pela Capcom - Killer Instinct Season Three – desenvolvido pela Iron Galaxy - The King of Fighters XIV – desenvolvido pela SNK - Pokkén Tournament – desenvolvido pela Bandai Namco Studios |
| Melhor Jogo de Estratégia | Melhor Jogo para Família |
| - Civilization VI – desenvolvido pela Firaxis Games - Fire Emblem Fates – desenvolvido pela Intelligent Systems - The Banner Saga 2 – desenvolvido pela Stoic - Total War: Warhammer – desenvolvido pela Creative Assembly - XCOM 2 – desenvolvido pela Firaxis Games                                                            | - Pokémon GO – desenvolvido pela Niantic - Dragon Quest Builders – desenvolvido pela Square Enix - Lego Star Wars: The Force Awakens – desenvolvido pela TT Fusion - Ratchet & Clank – desenvolvido pela Insomniac Games - Skylanders: Imaginators – desenvolvido pela Toys for Bob                                                |
| Melhor Jogo de Esporte/Corrida | Melhor Jogo Multiplayer |
| - Forza Horizon 3 – desenvolvido pela Playground Games - FIFA 17 – desenvolvido pela EA Canada - MLB The Show 16 – desenvolvido pela San Diego Studio - NBA 2K17 – desenvolvido pela Visual Concepts - Pro Evolution Soccer 2017 – desenvolvido pela PES Productions                                                             | - Overwatch – desenvolvido pela Blizzard Entertainment - Battlefield 1 – desenvolvido pela DICE - Gears of War 4 – desenvolvido pela The Coalition - Overcooked – desenvolvido pela Ghost Town Games - Titanfall 2 – desenvolvido pela Respawn Entertainment - Tom Clancy's Rainbow Six Siege – desenvolvido pela Ubisoft Montreal |

### Escolha do público
| Jogo Mais Aguardado | Trending Gamer |
| --- | --- |
| - The Legend of Zelda: Breath of the Wild – em desenvolvimento pela Nintendo EPD - God of War – em desenvolvimento pela SIE Santa Monica Studio - Horizon Zero Dawn – em desenvolvimento pela Guerrilla Games - Mass Effect: Andromeda – em desenvolvimento pela BioWare - Red Dead Redemption 2 – em desenvolvimento pela Rockstar Studios | - Boogie2988 - AngryJoeShow - Danny O'Dwyer - JackSepticEye - Lirik |
| Melhor Criação de Fã | Melhor Jogador de eSports |
| - Enderal: The Shards of Order - Brutal Doom 64 - AM2R - Pokémon Uranium | - Marcelo "Coldzera" David (SK Gaming – Counter-Strike: Global Offensive) - Lee "Faker" Sang-hyeok (SK Telecom T1 – League of Legends) - Hyun "ByuN" Woo (StarCraft II) - Lee "Infiltration" Seon-woo (Team Razer – Street Fighter V) - Juan "Hungrybox" Debiedma (Team Liquid – Super Smash Bros. Melee)   |
| Melhor Time de eSports | Melhor Jogo de eSports |
| - Cloud9 - SK Telecom T1 - Wings Gaming - SK Gaming - ROX Tigers | - Overwatch – desenvolvido pela Blizzard Entertainment - Counter-Strike: Global Offensive – desenvolvido pela Hidden Path Entertainment e Valve Corporation - Dota 2 – desenvolvido pela Valve Corporation - League of Legends – desenvolvido pela Riot Games - Street Fighter V – desenvolvido pela Capcom |

### Prêmios honorários
| Prêmio de Ícone da Indústria |
| ---------------------------- |
| - Hideo Kojima               |

## Jogos com múltiplas indicações e prêmios
| Indicações | Jogo                       |
| ---------- | -------------------------- |
| 8          | Uncharted 4: A Thief's End |
| 6          | Overwatch                  |
| 5          | Firewatch                  |
| 5          | Inside                     |
| 4          | Battlefield 1              |
| 4          | Doom                       |
| 4          | Titanfall 2                |
| 2          | Fire Emblem Fates          |
| 2          | Gears of War 4             |
| 2          | Hyper Light Drifter        |
| 2          | Mafia III                  |
| 2          | Pokémon GO                 |
| 2          | Ratchet & Clank            |
| 2          | Rez Infinite               |
| 2          | Street Fighter V           |
| 2          | Thumper                    |

| Prêmios | Jogo                       |
| ------- | -------------------------- |
| 4       | Overwatch                  |
| 2       | Doom                       |
| 2       | Inside                     |
| 2       | Pokémon GO                 |
| 2       | Uncharted 4: A Thief's End |